# Arnim Westermann

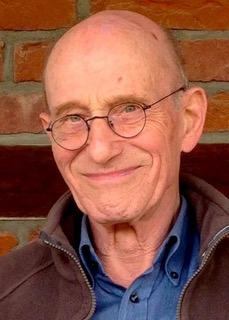
Arnim Westermann, 2013

Arnim Westermann (* 18. Februar 1938 in Berlin; † 3. April 2019 in Münster) war ein deutscher Psychologe und Psychotherapeut, der durch seine Arbeit im Bereich der Kinderpsychologie bekannt wurde, insbesondere durch seine Forschung zur Sozialisation von Kindern in Ersatzfamilien.

## Leben und Wirken
Arnim Westermann wurde als Sohn des Komponisten Helmut Westermann (1895–1967) und der Malerin Hilde Westermann, geb. Eckert (1901–1958), in Berlin geboren. Nach dem Abitur im Jahr 1958 begann er an der Freien Universität Berlin Medizin zu studieren, wechselte dann jedoch 1962 zur Psychologie und schloss sein Studium an der Westfälischen Wilhelms-Universität Münster 1969 mit dem Diplom ab.
Von 1969 bis 1972 arbeitete Westermann als wissenschaftliche Hilfskraft in der von Wilhelm Witte geleiteten Abteilung für allgemeine und angewandte Psychologie des Psychologischen Instituts der Universität Münster. Bei ihm promovierte er im Jahr 1975 mit einer experimentellen Arbeit zur Farbwahrnehmung. Von 1972 bis 1982 war er wissenschaftlicher Assistent am Psychologischen Institut der Pädagogischen Hochschule Westfalen-Lippe / Universität Münster.
Westermann und seine spätere Ehefrau, die Psychologin Monika Nienstedt, beschäftigten sich ab 1973 intensiv mit den spezifischen Sozialisationserfahrungen fremdplatzierter Kinder und den Bedingungen, die es den Kindern ermöglichen, ihre oftmals traumatischen Vorerfahrungen in neuen Beziehungen aufzuarbeiten und zu korrigieren. Nach ihrer Promotion widmeten sich Westermann/Nienstedt diesem Thema als Forschungsprojekt. Ein Hauptergebnis ihrer Arbeit war die Entwicklung einer Theorie zur Integration von Kindern in Ersatzfamilien, die sie erstmals 1980 in einer Festschrift für ihren akademischen Lehrer Wilhelm Witte veröffentlichten.
1982 gründete das Paar eine psychologische Praxis mit den Arbeitsschwerpunkten: diagnostische Untersuchungen von Heim-, Pflege- und Adoptivkindern; Beratung und Fortbildung von Pflege- und Adoptiveltern, Sozialarbeitern, Heimerziehern und Psychotherapeuten; Gutachten in Sorgerechtsverfahren; psychoanalytisch orientierte Therapie von Kindern mit schweren traumatischen Erfahrungen und Persönlichkeitsstörungen. Der von ihnen entwickelte Ansatz einer „familialen Milieutherapie“, in der sie als Paar dem Kind als elterliche Übertragungsobjekte zur Verfügung stehen, erwies sich in Diagnostik und Therapie als wirkungsvoll.
1989 erschien im Votum Verlag das Buch Pflegekinder. Psychologische Beiträge zur Sozialisation von Kindern in Ersatzfamilien. In einer Sammlung von Vorträgen behandelt es Wirkung und Verarbeitung früher traumatischer Erfahrungen und zeigt, auf welchem Weg und unter welchen Bedingungen Kinder trotz solcher Erfahrungen eine gesunde Persönlichkeitsentwicklung in neuen Eltern-Kind-Beziehungen nehmen können.
2007 erschien das Buch in einer völlig überarbeiteten Neuausgabe unter dem Titel Pflegekinder und ihre Entwicklungschancen nach frühen traumatischen Erfahrungen im Verlag Klett-Cotta.
Der Psychoanalytiker Arno Gruen schrieb im Vorwort zur Neuausgabe (S. 12): „Zwei Aspekte in unserem und des Kindes Sein durchziehen die vielseitige und äußerst mitfühlende Analyse der Autoren: die Abhängigkeit von und die Identifikation mit dem Aggressor. Beide werden von ihnen auf eine Art durchleuchtet, die es bis zur Veröffentlichung ihres Buches weder in der deutschen noch in der englischen Fachliteratur gab.“
Arnim Westermann war von 1992 bis zu seinem Tod im Jahr 2019 zunächst Mitglied, später beratendes Mitglied im Kuratorium der Stiftung zum Wohl des Pflegekindes. Die von ihm entworfenen Leitsätze zum Pflegekinderwesen wurden im Jahr 2000 als Grundlage für die inhaltliche Arbeit der Stiftung verabschiedet. Die Stiftung zum Wohl des Pflegekindes verleiht für wissenschaftlich fundierte Arbeiten vorzugsweise aus dem Bereich der Psychologie, Heil- und Sozialpädagogik seit 2020 den Dr. Arnim Westermann Preis.
Arnim Westermann hinterließ einen bedeutenden Beitrag zur psychologischen Forschung und Praxis im Bereich der Kinderpsychologie, insbesondere im Kontext der Arbeit mit Pflege- und Adoptivkindern und der Verarbeitung ihrer traumatischen Erfahrungen.

## Weitere Veröffentlichungen (Auswahl)
- Arnim Westermann: Zur Identitätsentwicklung angesichts traumatischer Erfahrungen. In: Posch (Hrsg.): Ich bin aus Vielen. Tyrolia, Innsbruck / Wien 1993, S. 51–63.
- Arnim Westermann: Zur psychologischen Diagnostik der Kindesmißhandlung: Über die Todesangst des mißhandelten Kindes. In: Stiftung "Zum Wohl des Pflegekindes" (Hrsg.): 1. Jahrbuch des Pflegekinderwesens. Schulz-Kirchner, Idstein 1998, S. 32–51.
- Monika Nienstedt, Arnim Westermann: Zur Entwicklung neuer Eltern-Kind-Beziehungen in Pflegefamilien. In: Gisbert Roloff, Barbara Zoeke (Hrsg.): 10 x Gerechtigkeit. Unterwegs mit Sisyphos. Pabst, Lengerich 2007, S. 96–108.
- Arnim Westermann: Die Geschichte von Lena diesseits und jenseits der Verleugnung. In: Stiftung zum Wohl des Pflegekindes (Hrsg.): 5. Jahrbuch des Pflegekinderwesens,. Schulz-Kirchner, Idstein 2009, S. 165–183.
- Arnim Westermann: Wie wird ein Kind ein Pflegekind. In: Stiftung zum Wohl des Pflegekindes (Hrsg.): 7. Jahrbuch des Pflegekinderwesens. Schulz-Kirchner, Idstein: 2018, S. 47–65.
- Arnim Westermann: Spielen und Aggression. In: Stiftung zum Wohl des Pflegekindes (Hrsg.): 8. Jahrbuch des Pflegekinderwesens. Schulz-Kirchner, Idstein 2023, S. 173–188.